# Osek (Boemia centrale)
Osek è un comune della Repubblica Ceca facente parte del distretto di Beroun, in Boemia Centrale.